# Монмартр
48°53′13″ пн. ш. 2°20′28″ сх. д. / 48.886944444444° пн. ш. 2.3411111111111° сх. д.
Монма́ртр (фр. Montmartre фр.: [mɔ̃maʁtʁ] ( прослухати) — Гора мучеників) — назва 130-метрового пагорба на півночі Парижа, де існувало давньоримське поселення. В 1860 році Монмартр став частиною міста, давши назву 18-му муніципальному округу.
Пагорб Монмартр — найвища точка Парижа. На вершині пагорба знаходиться базиліка Сакре-Кер, одна з найпопулярніших пам'яток архітектури французької столиці. Піднятися на Монмартр можна знаменитими сходами або за допомогою фунікулера.

## Назва
Існують дві версії виникнення топоніму Монмартр. За першою версією, назва походить від імені Римського бога Марс (Mons Martis, Марсовий пагорб). За іншою, Монмартр назвали на честь мученика Діонісія Паризького (Mons Martyrium, пагорб святого мученика).

## Історія

### Галло-римська епоха
У галло-римську епоху на пагорбі височіли два храми на честь богів Марса та Меркурія. Завдяки гіпсовому родовищу Монмартр став одним з найбагатших районів в окрузі. У цей час там було споруджено безліч вілл і храмів. Пізніше каменоломні, де добували гіпс, слугували притулком для перших християн.
Приблизно в 272 році тут були страчені за проповідь християнства перший єпископ Парижа св. Діонісій, пресвітер Рустик та диякон Елевферій. За легендою, після обезголовлювання Діонісій взяв відрубану голову в руки, омив її в джерелі й пройшов приблизно 6 кілометрів. На місці, де він упав замертво, заснували місто, яке згодом стали називати Сен-Дені. У Середньовіччі Монмартр був місцем паломництва віруючих.

### Середньовіччя
У 12 столітті Орденом св. Бенедикта було спорудженой монастир. Монастирська церква Сен-П'єр-де-Монмартр неподалік від площі Тертр — одна з найстаріших культових споруд Парижа. Вона була побудована за наказом Людовика VI на місці колишнього храму Марса (V століття) і була освячена в пасхальний тиждень 1147 року. 15 серпня 1534 св. Ігнатій Лойола заснував на Монмартрі Орден Єзуїтів.
У цей час почалося будівництво вітряних млинів для помелу гіпсу, а також були закладені виноградники.

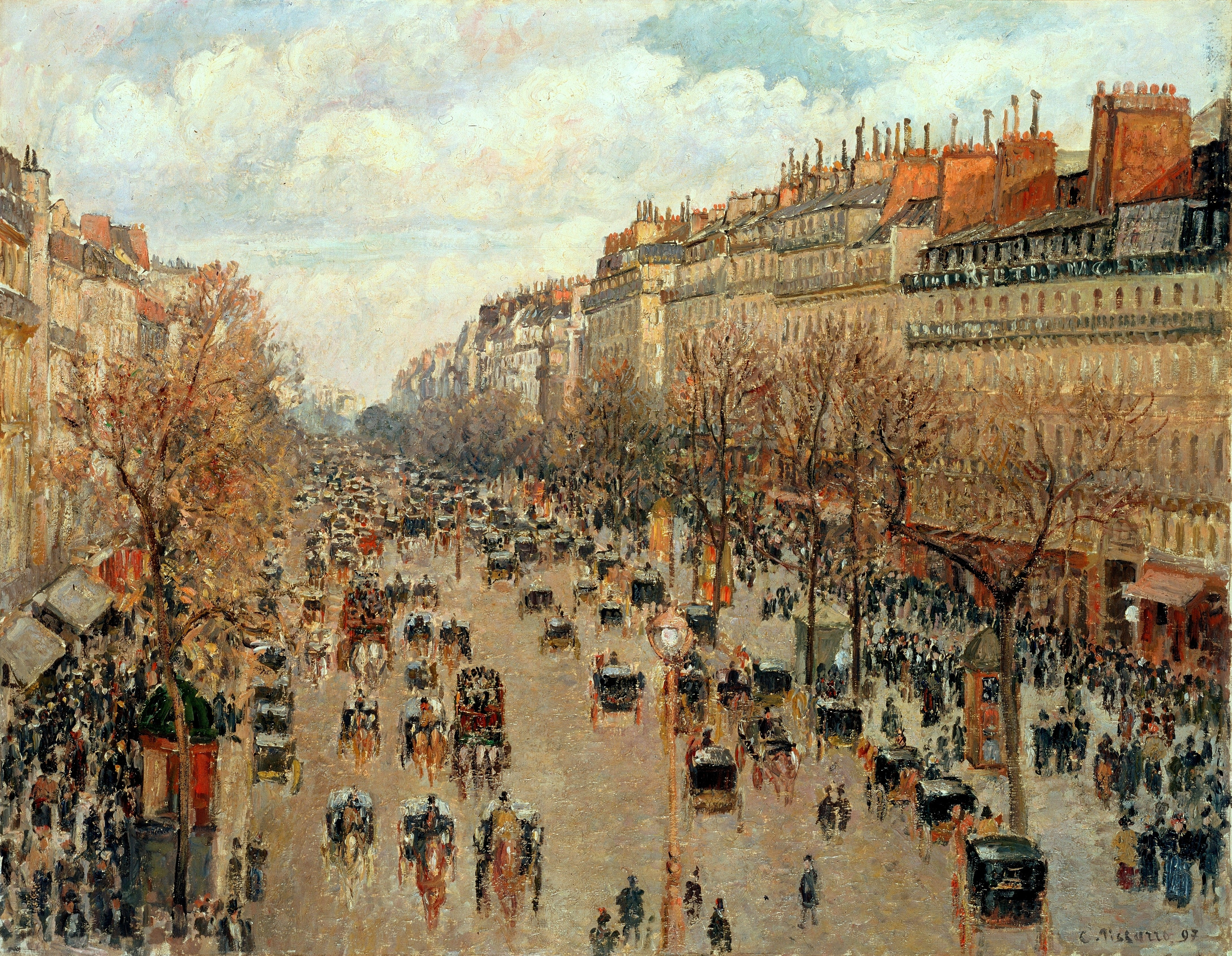
Бульвар Монмартр, Каміль Піссарро, 1897

### XIX століття
У ході кампанії Гебхарда Леберехта Блюхера під час 6-ї революційної війни війська генерала Ланжерона оволоділи Монмартрскими висотами під Парижем. 20 березня 1814 року французькі воєначальники капітулювали. Наступного дня союзники визвольних воєн в'їхали в Париж.
Проекти барона Османа істотно вплинули на розвиток Парижа — життя в центрі значно подорожчало. Не тільки робітники, а й заможніші парижани переїжджають на Монмартр.
Видобуток гіпсу став найважливішою галуззю економічного розвитку Монмартра. Одна з вулиць біля підніжжя була названа завдяки білому кольору гіпсу Білою площею (Place Blanche).
6 червня 1859 року Монмартр став частиною Парижа. Через рік після приєднання населення Монмартра склало 57 000 чоловік.

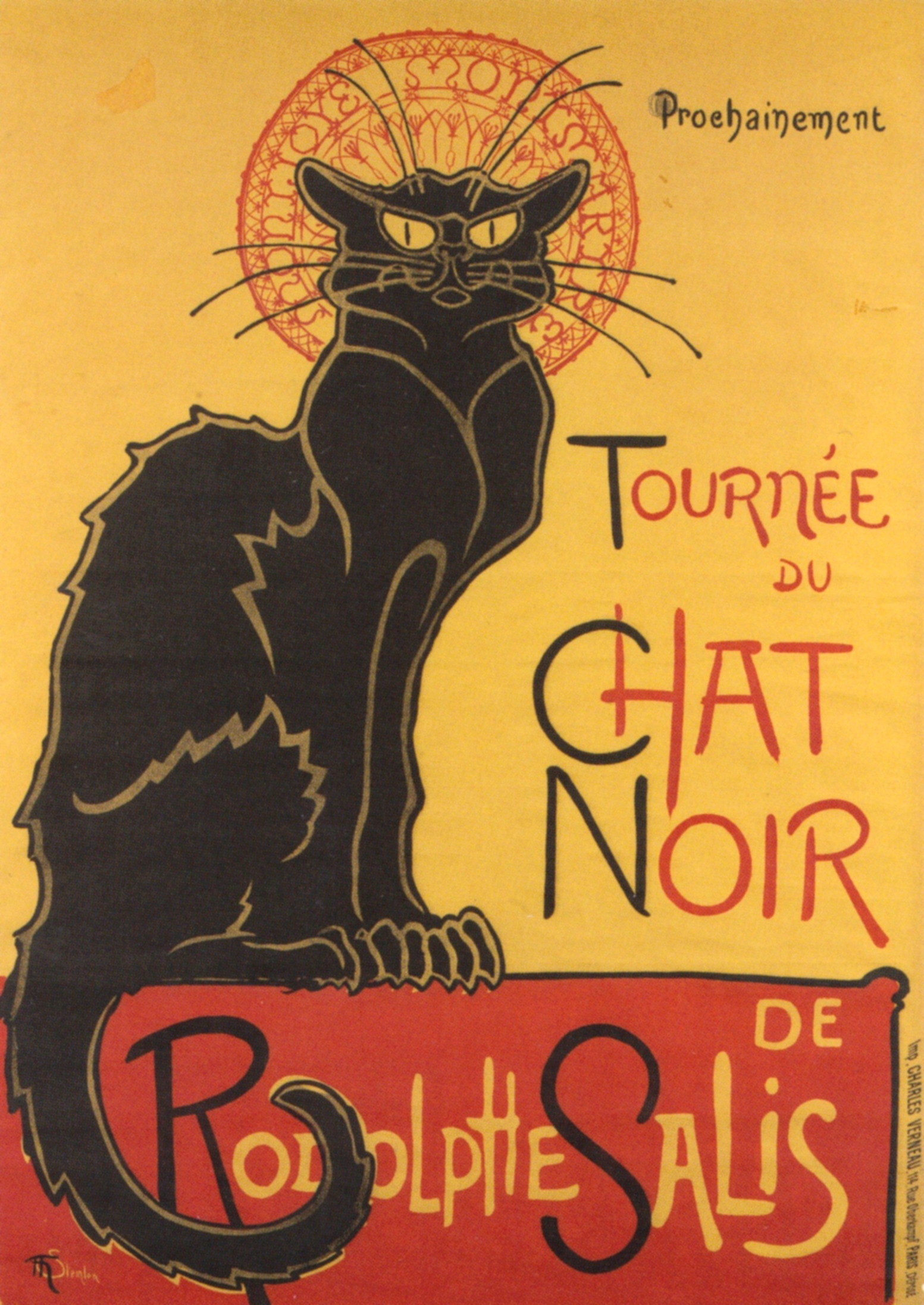
Знаменита реклама Стейнлена для кабаре «Чорний кіт»

У березні 1871 року після закінчення франко-пруської війни Монмартр став місцем зародження Паризької комуни. Після кривавої розправи з членами комуни у травні 1871 Національні збори Франції вирішили побудувати на Монмартрському пагорбі церкву на згадку про звільнення Парижа від комуни. 3 роки по тому почалося будівництво базиліки Сакре-Кер, що сьогодні є одним із символів Парижа.

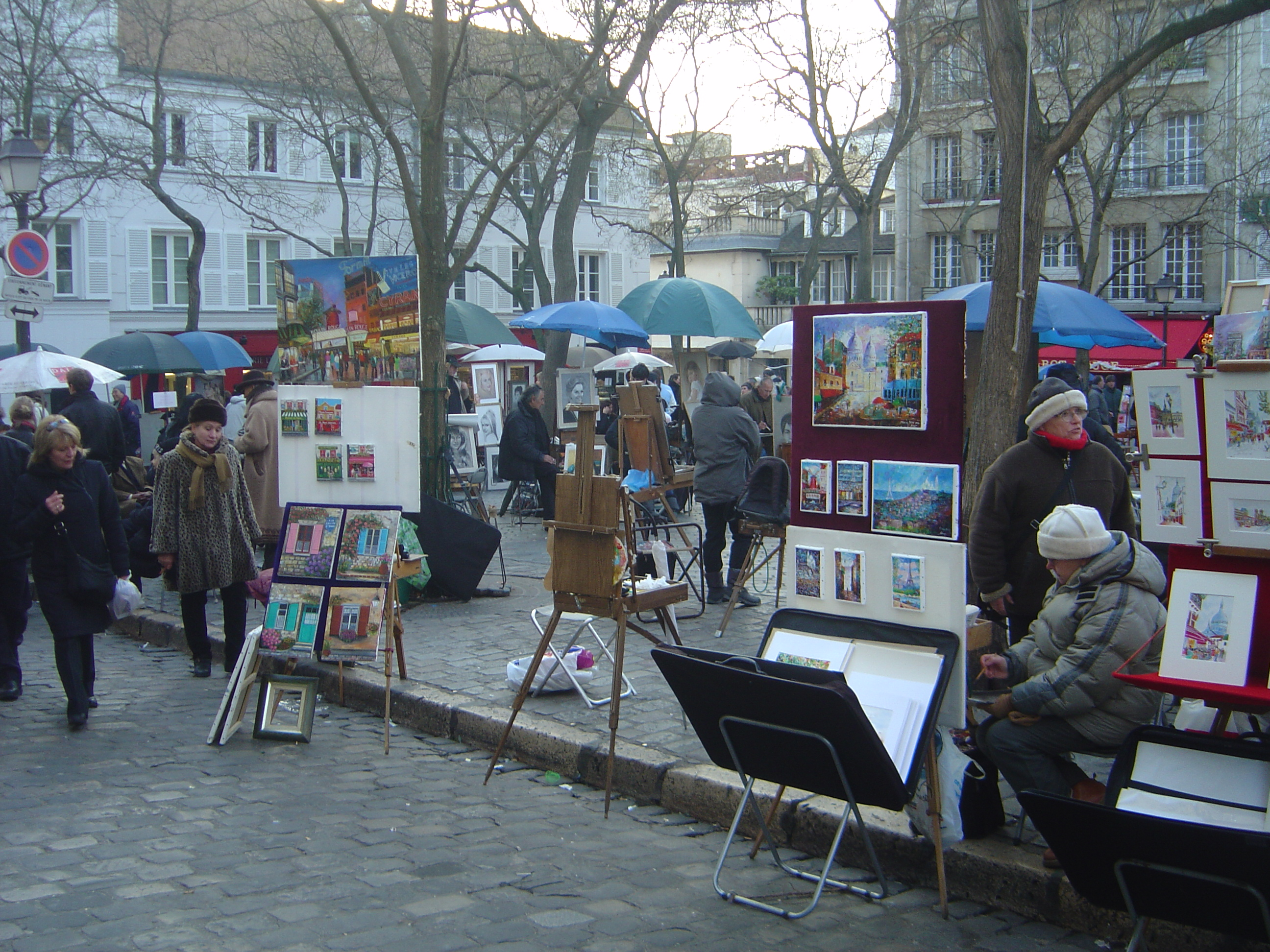
Площа Тертр

В кінці 19 століття Монмартр приваблював численних діячів мистецтва своїми невисокими (в порівнянні з центром міста) цінами. Тут жили й творили Ренуар[який?], Вінсент ван Гог, Тулуз-Лотрек, Моріс Утрілло, Аполлінер, Анрі Руссо; пізніше — Пікассо, Жорж Брак, Модільяні. Бідні художники й поети знімали кімнатки в благенькому бараці Бато-Лавуар, де не було світла й газу та лише один водопровідний кран на п'ять поверхів. Улюбленими місцями зустрічей паризької богеми були бари і кабаре, такі як «Чорний кіт», «Мулен Руж» та «Моторний кролик».

### XX століття, початок XXI століття
На початку XX століття, особливо після Першої світової війни роль богемного кварталу перейшла до кварталу Монпарнас, місце народження сучасного живопису. На бульварах біля підніжжя пагорба між Білою площею та площею Пігаль виник паризький квартал червоних ліхтарів.
Сьогодні Монмартр нарівні з Лувром і Ейфелевою вежею є одним з найулюбленіших туристичних місць Парижа. На Монмартрі завжди безліч художників-портретистів, карикатуристів та графіків. За невелику плату (в середньому 15-20 €) вони пропонують численним туристам за 15 хвилин намалювати портрет або карикатуру, а також виставляють свої роботи на продаж на площі Тертр.
Район навколо кабаре «Мулен де ла Галет» і цвинтаря Монмартр, навпаки, дуже тихий і малолюдний, тут відчувається атмосфера старого Парижа.
На вулиці Сен-Венсен знаходиться виноградник Монмартра, урожай якого щорічно дозволяє отримувати 400—500 літрів Монмартрського вина.

## Відомі постаті, життя яких було пов'язане з Монмартром

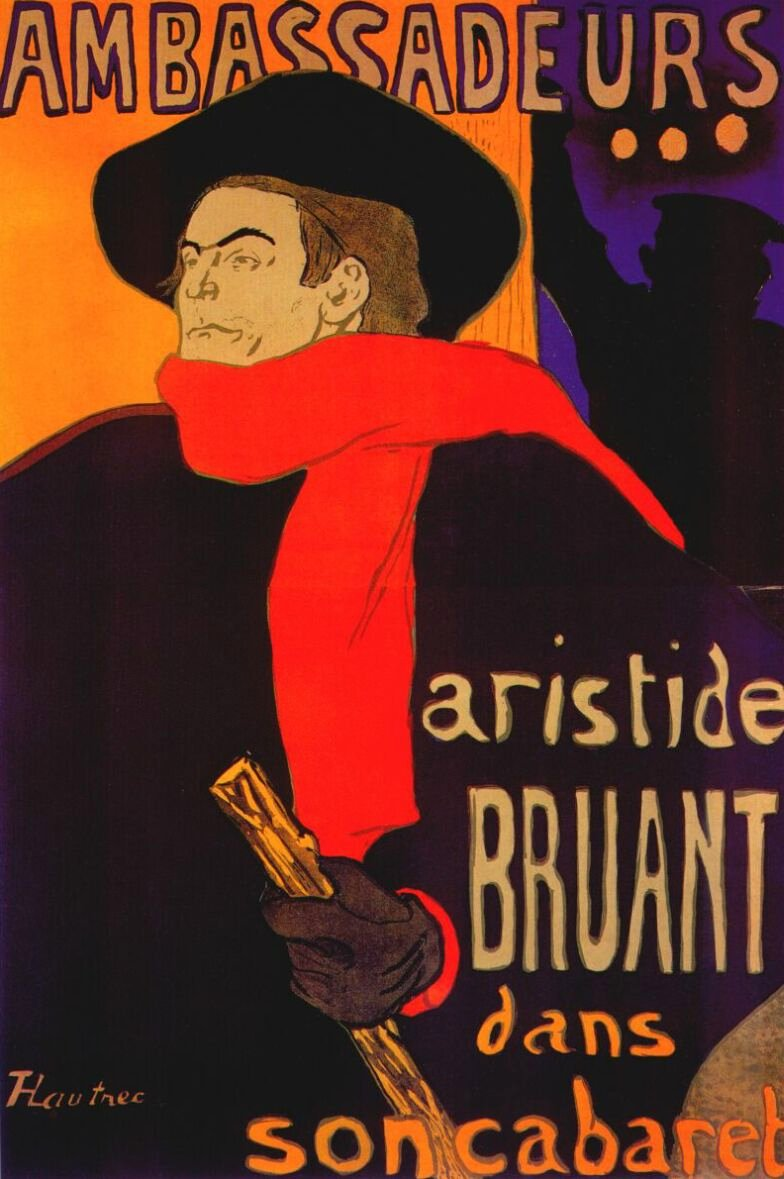
Арістід Брюан на плакаті Тулуз-Лотрека, 1892 рік

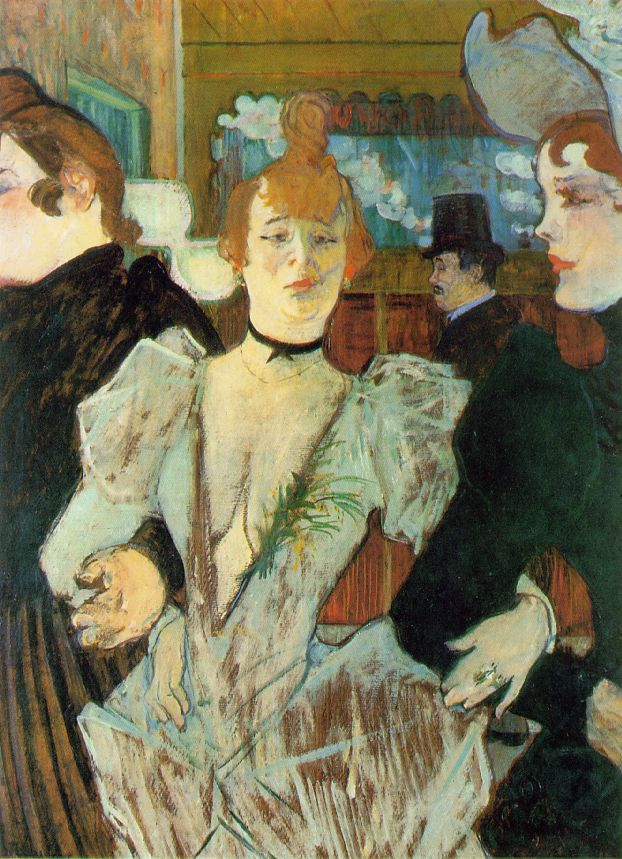
Ла Гулю входить в Мулен Руж. Картина Тулуз-Лотрека

- Гектор Берліоз — композитор
- Еміль Бернар — художник
- Жан Беро — художник
- Жорж Брак — художник
- Арістід Брюан — шансоньє, один із засновників кабаре «Чорний кіт»
- Сюзанна Валадон — художниця
- Борис Віан — письменник, інженер, джаз-музикант
- Габріель д'Естре — фаворитка короля Генріха IV Великого
- Вінсент ван Гог — художник
- Поль Гоген — живописець, скульптор
- Даліда — актриса, співачка
- Едгар Дега — художник
- Макс Жакоб — поет
- Жан Лоррен — письменник, журналіст
- Еміль Золя — письменник і журналіст
- Марсель Карне — режисер
- Венсан Кассель — актор, режисер, син Жана-П'єра Касселя
- Жан-П'єр Кассель — актор, танцюрист
- Жан-Батист Клеман — поет, співак
- Жорж Клемансо — політик
- Анрі Матісс — художник
- Амедео Модільяні — художник, скульптор
- Жерар де Нерваль — поет
- Пабло Пікассо — художник
- Жан-Батист Пігаль — скульптор
- Каміль Піссарро — художник
- Жак Превер — поет
- Жан Ренуар — режисер, другий син П'єра-Огюста Ренуара
- П'єр Огюст Ренуар — живописець, графік і скульптор
- Ерік Саті — піаніст, композитор
- Поль Сезанн — художник
- Луї-Фердинанд Селін;— письменник
- Жорж Сера — художник
- Поль Сіньяк — художник
- Теофіль-Александр Стейнлен — художник, графік
- Анрі де Тулуз-Лотрек — художник, графік
- Моріс Утрілло — художник
- Отто Фрейндліх — художник
- Трістан Тцара — письменник, засновник дадаїзму
- «Ла Гулю» — танцівниця Мулен Руж

## Монмартр в кіно
У 2001 році на великі екрани вийшов фільм «Амелі», місцем дії якого став Монмартр.